# Radio ARnet
Radio ARnet - lokalna, studencka stacja radiowa, nadającą swój program w Trójmieście. Powstało jako rozwinięcie projektu Studenckiej Agencji Radiowej Politechniki Gdańskiej.
Obok uczelni, w przedsięwzięciu uczestniczyły również spółka "Przekaz" (ówczesny wydawca Dziennika Bałtyckiego), a także Zarząd Regionu Gdańskiego „Solidarność”. Studio rozgłośni, jak również nadajnik znajdowały się w budynkach akademickich przy ul. Wyspiańskiego w Gdańsku. 

## Początki stacji
Pierwszy program na częstotliwości 71,55 MHz wyemitowano 1 sierpnia 1992 roku. Zasięg stacji ograniczony był praktycznie tylko do Gdańska.
Założeniem nadawcy było połączenie programu komercyjnego w godzinach porannych i popołudniowych z audycjami przygotowywanymi z myślą o środowisku studenckim w godzinach wieczornych. Szybko jednak okazało się, że wraz z komercjalizacją życia studenckiego zapotrzebowanie na tego typu treści nie jest duże. Program stacji przybrał formę typowo muzycznego.
Co wyróżniało Radio ARnet na tle innych stacji nadających wówczas na Wybrzeżu, to innowacyjne, niekiedy kontrowersyjne audycje autorskie nadawane w paśmie wieczornym. Przykładowo, w jednym z wydań w piątkowego programu "120 minut złamanych organów" prowadzonym przez Jarka Janiszewskiego słuchacze mieli okazję posłuchać relacji ze striptizu zaproszonej do studia tancerki, co przyniosło stacji rozgłos w całym kraju. 
Każde wydanie audycji poprzedzał dżingiel, na którym kobieta symulowała odgłosy towarzyszące stosunkowi seksualnemu, bądź masturbacji.
Innym popularnym programem była sobotnia "Prywatka z Radiem ARnet" prowadzona przez Mariusza Pucyłę i Dariusza Małkowskiego, będąca bezpośrednią transmisją imprezy organizowanej w klubie radiowym przy ul. Wyspiańskiego. Formuła programu została podchwycona przez konkurencyjne stacje, które na swych antenach emitowały podobne relacje.

## Pierwszy proces koncesyjny
Nadawca przystąpił do ogłoszonego w 1994 roku pierwszego procesu koncesyjnego ogłoszonego przez Krajową Radę Radiofonii i Telewizji. Mimo krytyki ze strony środowisk katolickich, wywołanej m.in. wspomnianą wcześniej audycją, Radio ARnet (obok Radia Eska Nord) otrzymało koncesję na nadawanie w Gdańsku. Obejmowała ona jedynie wyższe pasmo UKF, wówczas niezbyt popularne w Polsce. 
Zanim rozgłośnia w 1995 roku rozpoczęła emisję na przyznanej częstotliwości 90,7 MHz, w połowie 1994 roku zmodyfikowano częstotliwość na dolnym zakresie UKF - 71,09 MHz zajmowano (mimo braku przydziału) przez kilka miesięcy, aż do momentu rozpoczęcia emisji przez pelplińskie Radio Głos.
Rozgłośnia zwiększyła liczbę bloków prezenterskich, zastępując nimi częściowo zautomatyzowane bloki muzyki non-stop, co (ze względu na ograniczony technicznie zasięg) nie pozwoliło jednak na znaczące zwiększenie słuchalności - stacja przegrywała na tym polu z Eską Nord, czy też zorientowanym wówczas na młodego słuchacza Radiem RMF FM.

## Wyjście Politechniki Gdańskiej
Poważne problemy finansowe stacji rozpoczęły się wraz z porzuceniem projektu przez Politechnikę Gdańską u schyłku 1995 roku. Zmusiło to stację do opuszczenia pomieszczeń należących do uczelni (siedziba znajdowała się w DS nr 6 przy ul. Wyspiańskiego) i przeprowadzkę na ul. Beniowskiego w Gdańsku. 
Spory wewnętrzne, a także brak funduszy doprowadził z czasem do likwidacji kolejnych audycji i zastępowania ich emisją automatyczną. Nie pomogło przyznanie w kolejnym procesie koncesyjnym częstotliwości w dolnym UKF - 69,68 MHz, na którym ARnet pojawił się w połowie 1996 roku.
Z kilkoma pojedynczymi audycjami na żywo i częstymi przerwami w emisji stacja w takiej formie dotrwała do połowy 1998 roku.

## Przemiana w Radio Eska
Wykup Radia ARnet przez Zjednoczone Przedsiębiorstwa Rozrywkowe, będące udziałowcem lokalnego konkurenta - Eski Nord, a także właścicielem tworzonej wówczas sieci - Radio Eska, pozwoliło rozgłośni ponowne rozpoczęcie regularnej emisji, co wiązało się jednak z całkowitym porzuceniem studenckiego charakteru. Z anteny zniknęły bloki autorskie zastąpione przez pasma DJ-skie, znane ze stacji o formacie muzycznym CHR.
Porzucono również emisję na dolnym paśmie UKF, uruchamiając jednocześnie nadajnik w Gdyni na częstotliwości 94,6 MHz.
25 października 1999 marka "Radio ARnet" zniknęła ostatecznie z trójmiejskiego rynku radiowego - poczynione w okresie ponad roku zmiany programowe zwieńczone zostało uruchomieniem Radia Eska Trójmiasto.

## Audycje cykliczne (nadawane przed przejęciem przez ZPR)
- 120 minut złamanych organów (prowadzenie - Jarosław Janiszewski i Ludwik Okułowicz)
- Ani Widu, Ani Słychu - czyli przy muzyce o elektronice
- ARnet Ameryka
- Babcia Władzia (nadawana następnie w Radiu Eska Nord)
- Czadu za młodu (prowadzenie - Adam Czajkowski)
- Czwartkowy Wieczór z Radiem ARnet  (prowadzenie - Dariusz Małkowski)
- Drewutnia Drwala Drągala  (prowadzenie - Jarosław Drążek)
- Drugie śniadanie (przemianowane później na Długie śniadanie)
- Etniczek - Magazyn Muzyki Świata (prowadzenie - Piotr Pucyło)
- Lista przebojów z Trójmiasta
- Nocne rozmowy Polaków (prowadzenie - Bogdan Gorczyca)
- Otwarta scena poetycka (prowadzenie - Sławomir Walkowski)
- Pedał - magazyn motoryzacyjny (prowadzenie - Robert Kwiatkowski)
- Popołudnie z Radiem ARnet
- Piątkowa Hulanka z Ludwikiem O. (prowadzenie - Ludwik Okułowicz)
- Prywatka z Radiem ARnet (prowadzenie - Mariusz Pucyło i Dariusz Małkowski)
- Przebudzenie na życzenie (prowadzenie - Wojciech Namiotko)
- RamNet - magazyn informatyczny (prowadzenie początkowo Aleksander Kozłowski i Sławomir Kwiatkowski, później Sławomir Kwiatkowski)
- Rockarolla (prowadzenie - Paweł Luciński i Risto Aleksowski)
- Słuchaj razem z nami (prowadzenie - Janusz Zarzycki)
- Studencka Audycja Radiowa
- Wiadomości sportowe (prowadzenie - Robert Sobuń)
- Wokół X Muzy (prowadzenie - Tomasz Buza)
- Wolna Amerykanka (prowadzenie - Piotr Grzywacz i Wojciech Namiotko)
- Złamigłówka (prowadzenie - Jacek Górski)
- "Nocny patrol" (prowadzenie - Pawel Ossowski)